# الکساندرا اسکرابا
الکساندرا اسکرابا (لهستانی: Aleksandra Skraba؛ زادهٔ ۲۹ آوریل ۱۹۹۵) بازیگر اهل لهستان است.
از فیلم‌ها یا مجموعه‌های تلویزیونی که وی در آن‌ها نقش داشته‌است، می‌توان به دست‌به‌کار شو، برادر، ۱۶۷۰، سکسیفای و یخ‌ژاله اشاره نمود.